# 네팔 폴리스 클럽
네팔 폴리스 클럽은 네팔의 축구단이다. 현재 마티어스 메모리얼 A 디비전 리그에 참가하고 있다.

## 우승
- 마티어스 메모리얼 A 디비전 리그: 2006-07, 2010, 2011, 2011–12
- ANFA 리그컵: 1998, 1999
- 트리부반 챌린지 실드: 1978, 1979, 1981, 1983
- 아하 골드컵: 2002, 2003, 2008, 2009, 2010, 2018
- 부다 수바 골드컵: Winner: 2000, 2001, 2003
- 쿠쿠리 골드컵: 2021
- सताक्षी 골드컵: 2016
- 비랏 골드컵: 2004, 2016

## 선수

### 현역
- 라빈 슈레스타(2008 ~ )
- 리테쉬 타파(2004 ~ )
- 볼라 나트 실왈(2005 ~ )
- 주 마누 라이(2004 ~ 2009, 2010 ~ )

## 역대 감독
| 감독        | 임기 |
| ----------- | ---- |
| 장경환      | 1977 |
| 체탄 기미레 | 불명 |

## 같이 보기
- 네팔 아미 클럽

틀:네팔 폴리스 클럽 선수 명단